# Cycle nul
En chimie atmosphérique, un cycle nul est un cycle catalytique qui interconvertit  des espèces chimiques sans résulter en la production ou la destruction nette d'aucun composant. Dans la stratosphère, les cycles nuls sont très importants dans une série de réactions menant à la destruction de la couche d'ozone.
De tels cycles impliquent notamment les oxydes d'azote qui sont les principaux responsables de la destruction de la couche d'ozone dans la stratosphère. Le cycle catalytique est :
NO + O3 → NO2 + O2

NO2 + O → NO + O2

Total : O + O3 → 2O2
alors que le cycle nul suivant peut entrer en compétition avec lui, en raison de la possible photolyse de NO2 ce qui permet la conservation du monoxygène :
NO + O3 → NO2 + O2

NO2 + hν → NO + O

Total : O3 + hν → O + O2
Comme O et O3 peuvent s'interconvertir en l'autre rapidement, ce dernier cycle n'affecte pas le taux de consommation de l'ozone. NO peut aussi réagir avec d'autres radicaux, tels que le chlore et le brome, ouvrant la voie à des cycles nuls :
Cl + O3 → ClO + O2

ClO + NO → Cl + NO2

NO2 + O → NO + O2

Total : O3 + hν → O + O2
D'autres cycles nuls fournissent des réservoirs, permettant de capter les espèces. Un exemple est la formation de pentoxyde d'azote :
NO2 + NO3 → N2O5
Ce cycle peut capter 10 % des familles de NOx présentes dans l'atmosphère, limitant leur capacité à participer aux cycles catalytiques destructeurs de l'ozone.